# Sciaromiopsis sinensis
Sciaromiopsis es un género monotípico de hepáticas perteneciente a la familia Amblystegiaceae. Comprende 3 especies descritas y de estas, solo una aceptada. Su única especie es: Sciaromiopsis sinensis.

## Taxonomía
Sciaromiopsis sinensis fue descrita por Broth.) Broth. y publicado en Akademie der Wissenschaften in Wien, Sitzungsberichte, Mathematisch-naturwissenschaftliche Klasse, Abteilung 1 133: 580. 1924.
Sinonimia
- Sciaromiopsis brevifolia Broth.
- Sciaromium sinense Broth.